# 오리올 파크 앳 캠던 야즈
오리올 파크 앳 캠던 야즈(Oriole Park at Camden Yards)는 미국 메릴랜드주 볼티모어에 있는 야구장이다. 미국 메이저 리그 아메리칸리그에 소속된 프로야구팀 볼티모어 오리올스의 홈구장으로 1992년 4월 6일 개장했다. 수용인원은 4만 4970명이다. 베이브 루스의 고향이 구장 근처에 있다.

## 갤러리

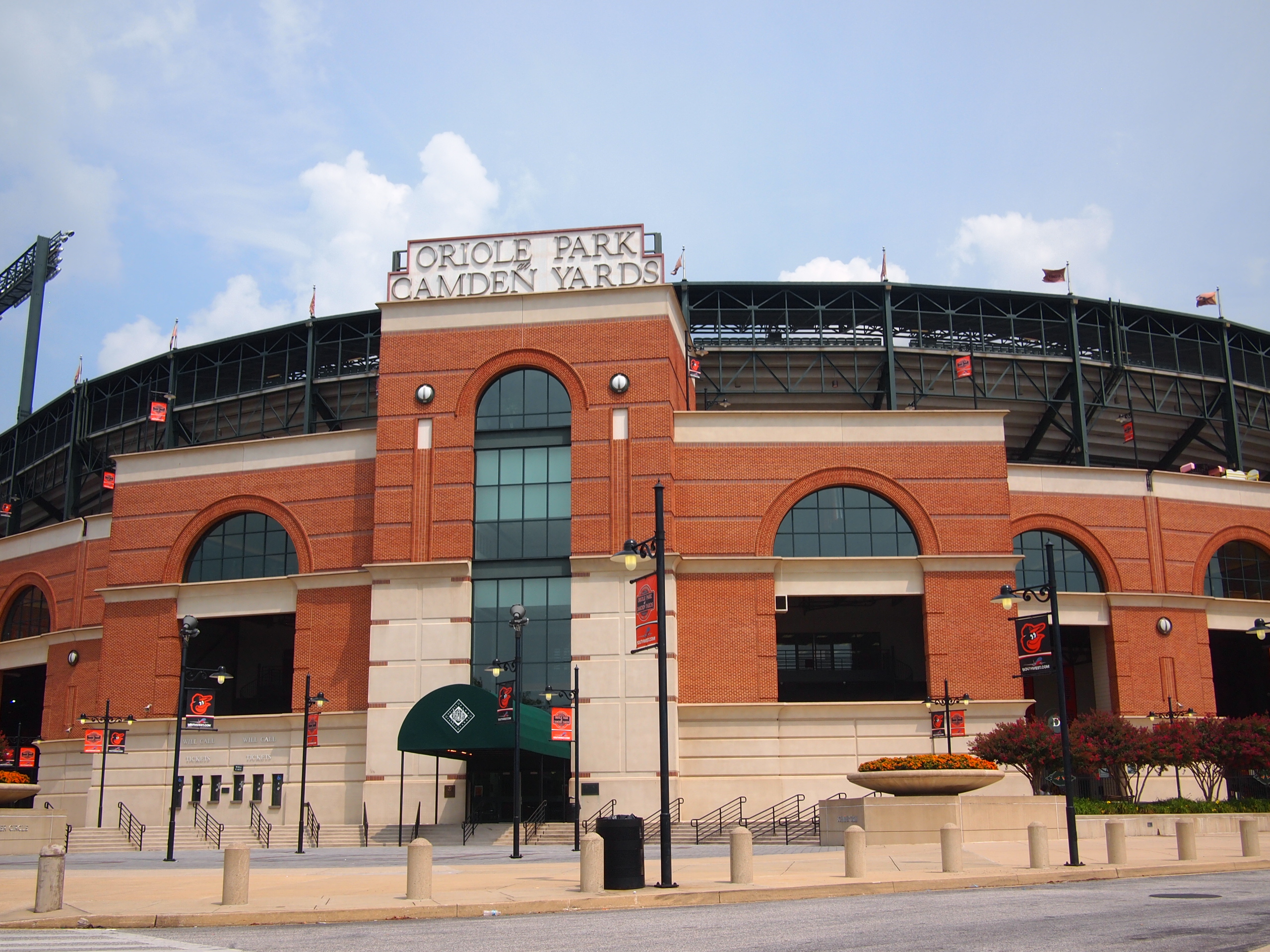
Main entrance from Russell Street.
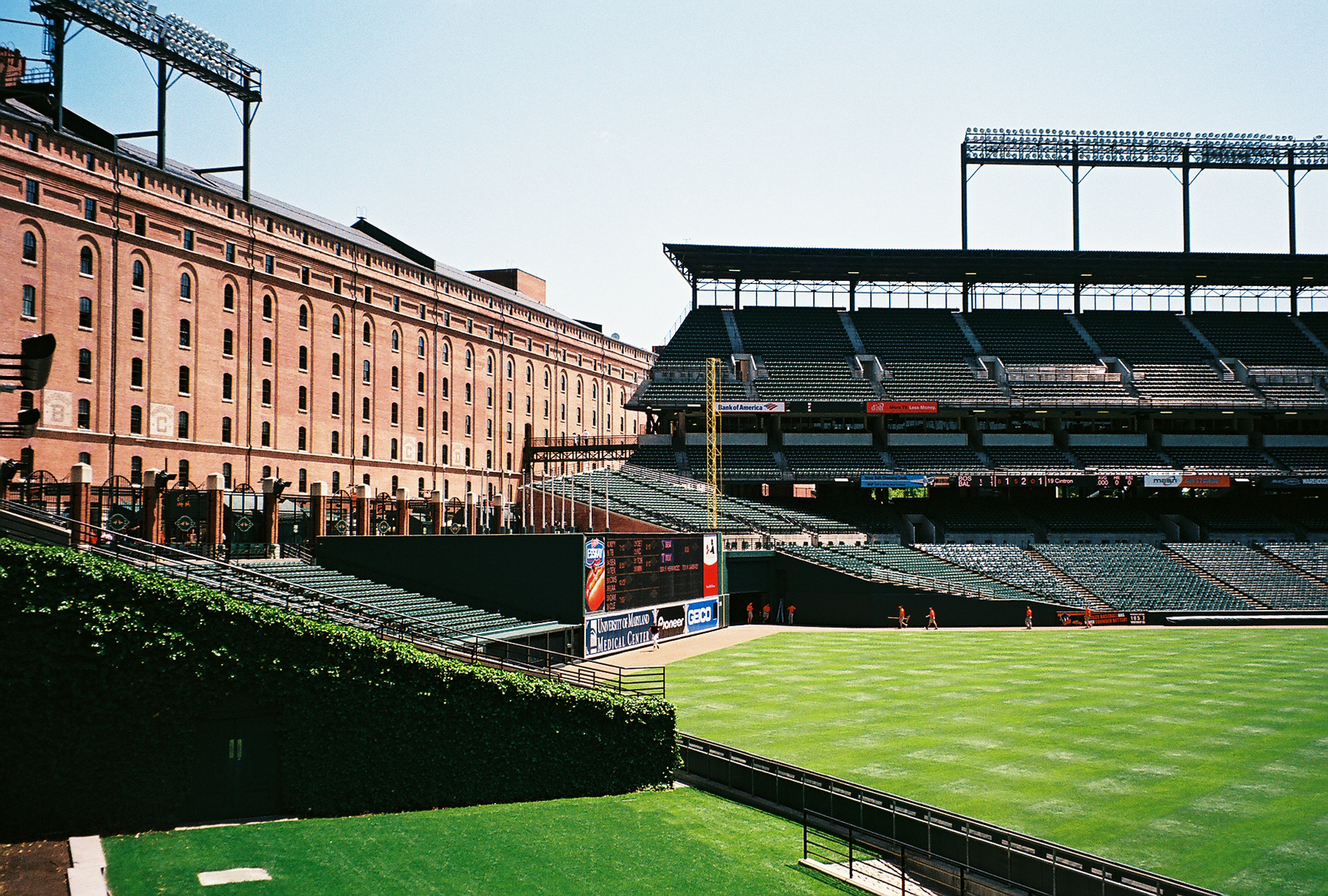
Right field and the former B&O Warehouse
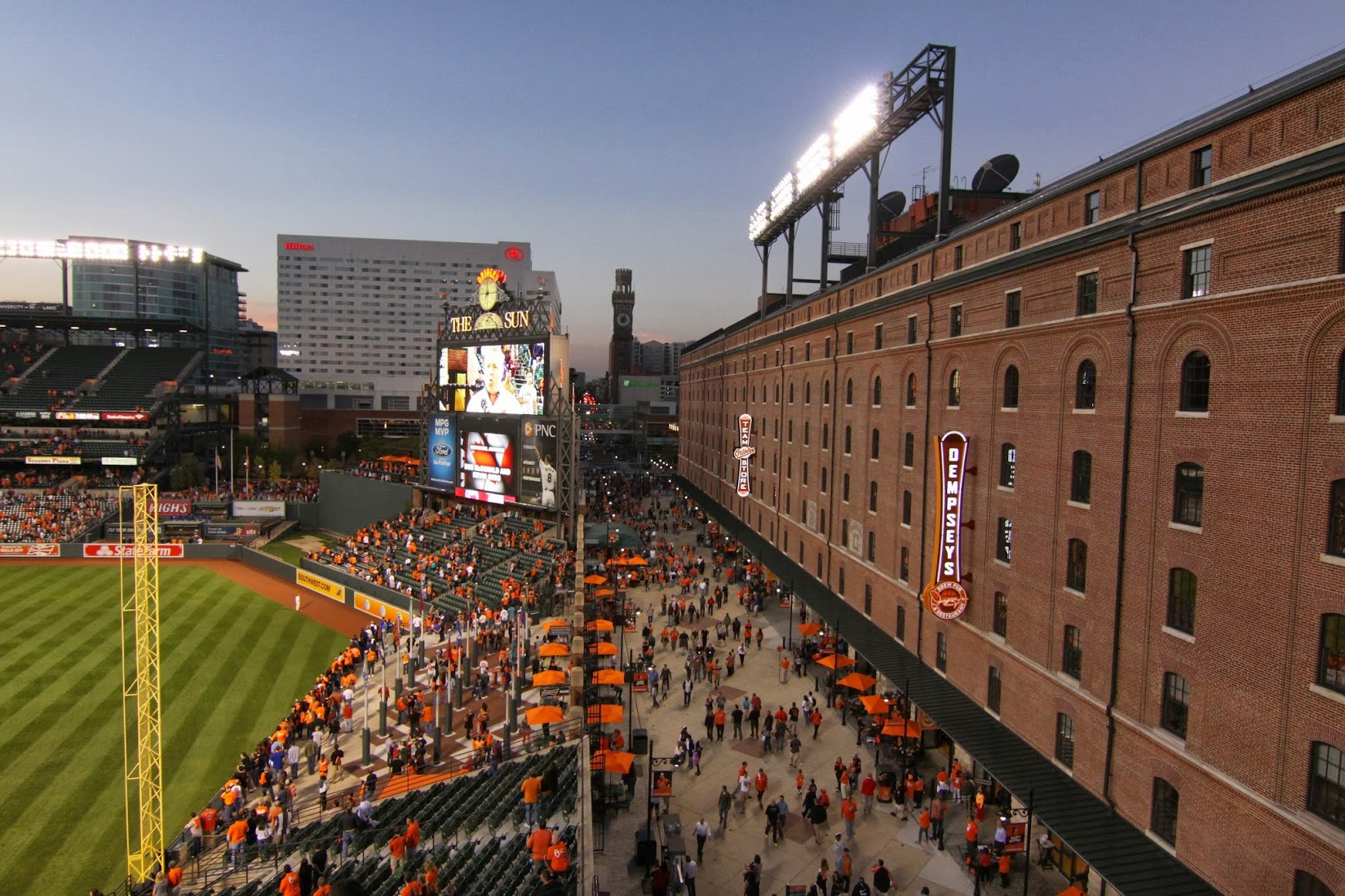
View of the B&O Warehouse and Eutaw Street before a September 2013 game
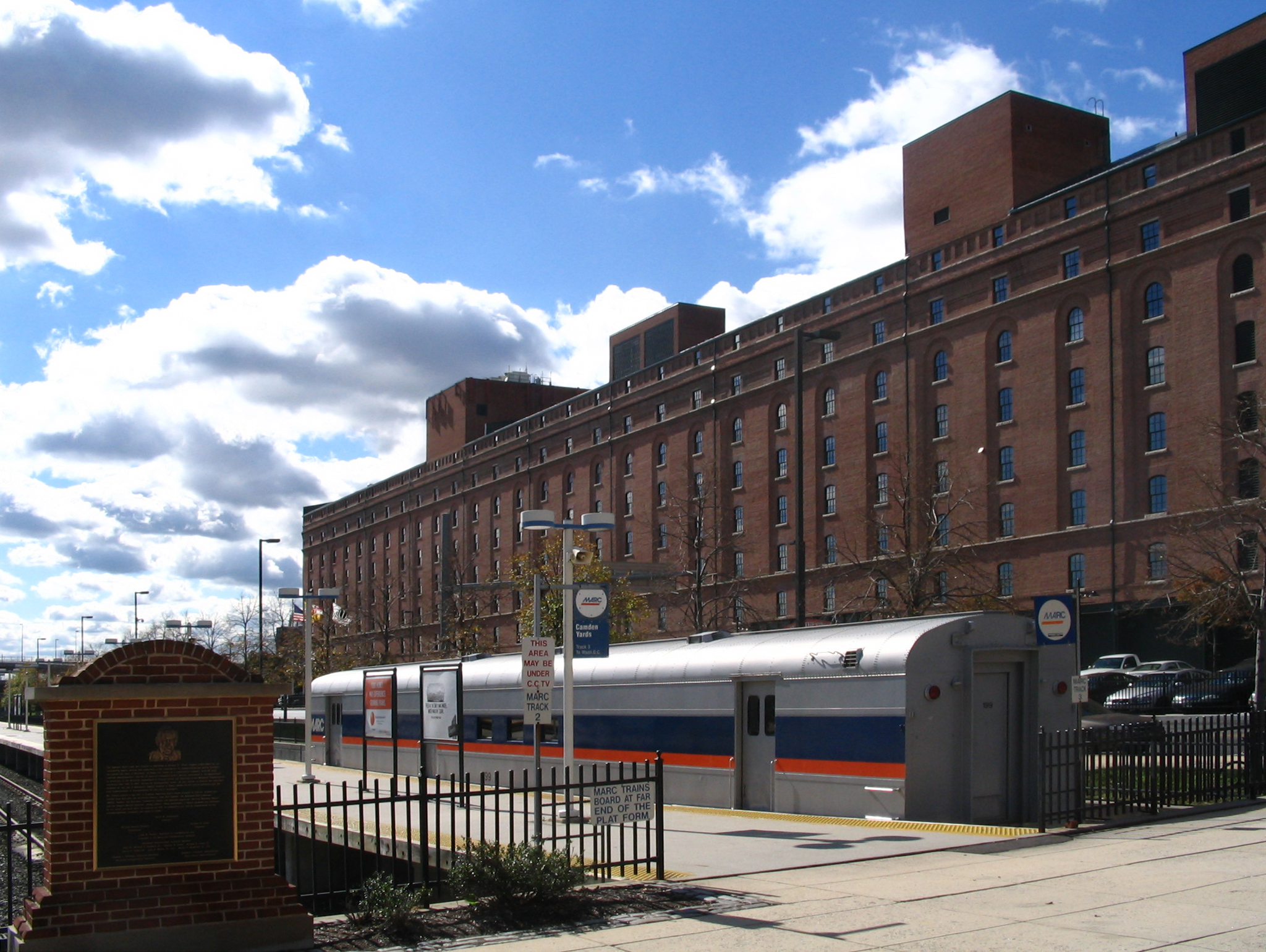
Camden Station adjacent to the ballpark.
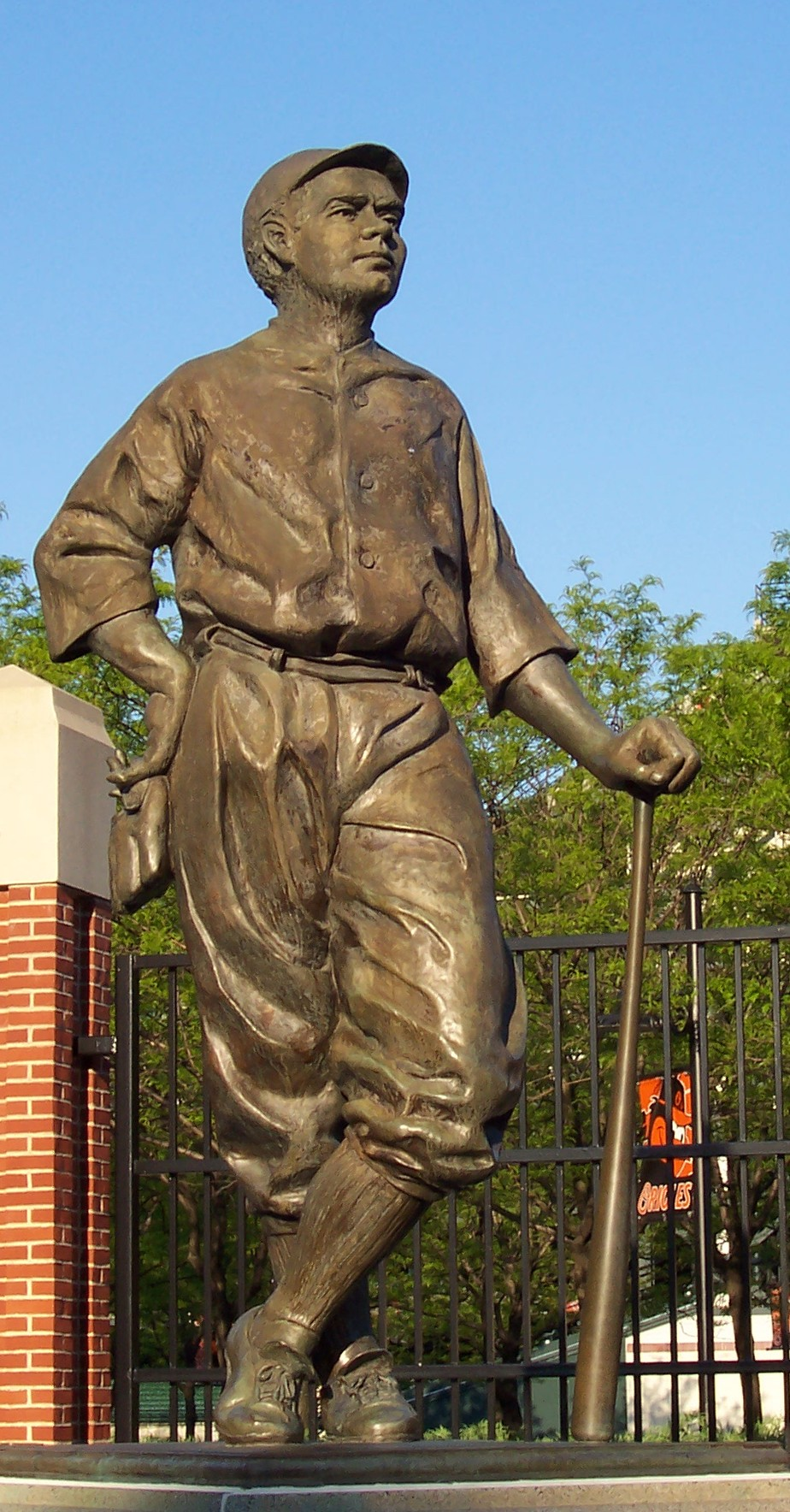
Susan Luery's 1996 statue of Babe Ruth, [[Babe's Dream (sculpture)|Susan Luery's 1996 statue of Babe Ruth,

| 메이저 리그 베이스볼 올스타전 개최 경기장 |                                 |                      |
| 1992년                                    | 1993년 오리올 파크 앳 캠던 야즈 | 1994년               |
| 잭 머피 스타디움                          | 1993년 오리올 파크 앳 캠던 야즈 | 스리 리버스 스타디움 |
|                                           |                                 |                      |
|                                           |                                 |                      |

## 같이 보기
- 메이저 리그 베이스볼의 야구장 목록